# Травицкий, Леонид Иосифович
Леонид Иосифович Травицкий (1937, Волковинцы, Каменец-Подольская область, Украинская ССР) — узбекский кинооператор. Заслуженный деятель искусств Узбекской ССР (1987).
Родился в 1937 году в селе Волковинцы. В начале Великой Отечественной войны эвакуировался с родителями в Ташкент. В 1957—1997 годах — работник студии «Узбекфильм». В 1997 году переехал в Израиль.
Работал с режиссёрами Загидом Сабитовым, Камилем Ярматовым, Латифом Файзиевым.

## Избранная фильмография

### Оператор
- 1965 — Листок из блокнота
- 1965 — Одержимый
- 1966 — Поэма двух сердец
- 1968 — Парень и девушка
- 1969 — Он был не один
- 1970 — Слепой дождь
- 1973 — Чинара
- 1976 — Повесть о двух солдатах
- 1979 — Приключения Али-Бабы и сорока разбойников
- 1980 — В стремнине бешеной реки
- 1984 — Репортаж из бездны
- 1985 — Созвездие любви
- 1985 — Грубая посадка
- 1986 — Охота на дракона
- 1987 — Уполномочен революцией
- 1990 — Кодекс молчания
- 1991 — По закону джунглей (СССР-Индия)

## Награды
- 1966 — премия за лучший дебют оператора на смотре-соревновании кинематографистов Средней Азии и Казахстана (Ашхабад)[2]
- 1977 — Государственная премия Узбекской ССР имени Хамзы за высокое операторское мастерство и интересное изобразительное решение в кинокартине «Повесть о двух солдатах»
- 1987 — Заслуженный деятель искусств Узбекской ССР